# Team Mascot Workwear
Team Mascot Workwear — датская команда по шоссейному велоспорту, имеющая статус элитной юниорской команды велоспортивного союза Дании (DCU) с 2015 года.
С момента основания команда активно участвует в национальных и международных юниорских соревнованиях, включая такие престижные гонки, как Париж — Рубе U19 и Тур кантона Во. Команда зарекомендовала себя как важный этап в карьере многих молодых гонщиков, которые впоследствии переходили на более высокие уровни, включая континентальные и мировые туры.

## История команды
Команда была основана 12 марта 2015 года тремя клубами: Silkeborg IF Cykling, CK Djurs и Middelfart Cykel Club. Изначально команда задумывалась как платформа для развития молодых талантов в велоспорте. Однако уже после двух сезонов Middelfart и CK Djurs покинули проект, оставив Silkeborg IF в качестве единственного организатора. В 2015 году команда дебютировала как элитная юниорская команда велоспортивного союза Дании (DCU Junior Team), сосредоточившись на развитии молодых гонщиков. В этот период команда активно участвовала в местных и национальных соревнованиях, закладывая основу для будущих успехов.
В 2018 году команда начала привлекать внимание благодаря выступлениям своих гонщиков на национальных соревнованиях. Например, в 2019 году гонщики команды участвовали в юниорском кубке Дании, где показывали стабильные результаты. В этот период команда также начала активно сотрудничать с местными спонсорами, включая Mascot International, что позволило улучшить инфраструктуру и поддержку гонщиков.
В ноябре 2020 года Team Mascot Workwear подписала контракт с Расмусом Перто, опытным гонщиком из CK Aarhus, известным своими навыками в горных гонках. Перто был выбран за его способность «читать» гонки и работать в команде, что делало его ключевым игроком. В декабре 2020 года команда продлила контракт с Саймоном Далби, которого называли «мечтой любой команды». Далби показал отличные результаты в 2020 году, включая второе место на Tour Te Fjells в Норвегии, и выразил желание продолжить развитие в команде.  
В феврале 2022 года команда объявила о составе на сезон, включив таких гонщиков, как Фредерик Люкке, Себастьян Сёндергор и Фредерик Аллинг Нёртофт. Эти молодые гонщики подчеркивали важность командного духа и развития в рамках Mascot Workwear. В феврале 2022 года Расмус Перто показал выдающийся результат, заняв пятое место на гонке Кюрне — Брюссель — Кюрне среди юниоров, что подтвердило его потенциал горного гонщика. В октябре 2022 года Андерс Вос Сёренсен, один из лучших юниоров Дании, перешел в Team ColoQuick после успешного сезона в Mascot Workwear, где он одержал семь побед, включая Три дня на севере и Гран-при Рюеблиланд.
В ноябре 2024 года Виктор Йоханнсен, еще один гонщик из Mascot Workwear, перешел в BHS-PL Beton Bornholm. Йоханнсен, несмотря на травмы в начале сезона, вернулся в форму и одержал две победы в датских юниорских гонках. В декабре 2024 года Отто Шульц Йёльвинг, один из самых перспективных гонщиков команды, подписал контракт с Team ColoQuick. Йёльвинг отметил, что Mascot Workwear сыграла ключевую роль в его развитии, особенно благодаря участию в международных гонках. В декабре 2024 года Магнус Карстенсен, ещё один воспитанник Mascot Workwear, подписал контракт с EF Education-Aevolo, что стало подтверждением высокого уровня подготовки в команде.
Mascot Workwear стала трамплином для таких гонщиков, как Андерс Вос Сёренсен, Отто Шульц Йёльвинг и Магнус Карстенсен, которые продолжили карьеру в более престижных командах. Молодые гонщики неоднократно подчеркивали важность командной работы и поддержки в Mascot Workwear, что способствовало их успехам. Участие в международных гонках помогло гонщикам адаптироваться к высоким стандартам профессионального велоспорта.

## Спонсорство и поддержка
Основным спонсором команды является MASCOT International, датская компания, специализирующаяся на производстве рабочей одежды и обуви. Компания поддерживает команду с момента её основания.

## Сезон 2024
| Состав 2024               | Состав 2024      | Состав 2024                       | Состав 2024 |
| Гонщик                    | Дата рождения    | Предыдущая команда                |             |
| ------------------------- | ---------------- | --------------------------------- | ----------- |
| Nicolai Koldby Andersen   | 21 января 2006   | Cykle Klubben Aarhus (2022)       |             |
| Lucca Bennetzen           | 23 марта 2007    | Racing Bjerringbro (2023)         |             |
| Magnus Carstensen         | 1 января 2006    | Cykle Klubben Aarhus (2022)       |             |
| Andreas Van Den Hoorn     | 14 сентября 2006 | Vifra Kvickly Odder Junior (2023) |             |
| Victor Johannsen          | 2 июля 2006      | Silkeborg IF Cykling (2022)       |             |
| Otto Schultz Jølving      | 25 сентября 2006 | Middelfart Cykel Club (2022)      |             |
| Anders Nytofte Petersen   | 24 июля 2006     | Horsens Amatør Cykleklub (2022)   |             |
| Matias Lind Søndergaard   | 4 января 2006    | Silkeborg IF Cykling (2022)       |             |
| Oscar Vosgerau            | 7 декабря 2006   | Vifra Kvickly Odder Junior (2023) |             |
|                           |                  |                                   |             |
| Источник: ProCyclingStats |                  |                                   |             |

| Победы | Победы | Победы | Победы     | Победы | Победы |
| Дата   | Гонка  | Кат.   | Победитель |        |        |
| ------ | ------ | ------ | ---------- | ------ | ------ |

## Предыдущие сезоны
| Состав 2023                  | Состав 2023      | Состав 2023                     | Состав 2023 |
| Гонщик                       | Дата рождения    | Предыдущая команда              |             |
| ---------------------------- | ---------------- | ------------------------------- | ----------- |
| Nicolai Koldby Andersen      | 21 января 2006   | Cykle Klubben Aarhus (2022)     |             |
| Magnus Carstensen            | 1 января 2006    | Cykle Klubben Aarhus (2022)     |             |
| Victor Johannsen             | 2 июля 2006      | Silkeborg IF Cykling (2022)     |             |
| Andreas Krogh Jensen         | 26 февраля 2005  | Sønderborg Cykle Klub (2021)    |             |
| Otto Schultz Jølving         | 25 сентября 2006 | Middelfart Cykel Club (2022)    |             |
| Nikolaj Ankerstjerne Klausen | 21 ноября 2006   | Herning Cykle Klub (2022)       |             |
| Matias Lind Søndergaard      | 4 января 2006    | Silkeborg IF Cykling (2022)     |             |
| Anders Nytofte Petersen      | 24 июля 2006     | Horsens Amatør Cykleklub (2022) |             |
|                              |                  |                                 |             |
| Источник: ProCyclingStats    |                  |                                 |             |

| Победы | Победы | Победы | Победы     | Победы | Победы |
| Дата   | Гонка  | Кат.   | Победитель |        |        |
| ------ | ------ | ------ | ---------- | ------ | ------ |

| Состав 2022               | Состав 2022     | Состав 2022                  | Состав 2022 |
| Гонщик                    | Дата рождения   | Предыдущая команда           |             |
| ------------------------- | --------------- | ---------------------------- | ----------- |
| Morten Bjerre Toftegård   | 21 февраля 2005 | Silkeborg IF Cykling (2021)  |             |
| Malte Hellerup            | 7 апреля 2004   | Aalborg Cykle-Ring (2020)    |             |
| Toke Lihn                 | 25 марта 2005   | Cykle Klubben Aarhus (2021)  |             |
| Frederik Lykke            | 1 апреля 2004   | Silkeborg IF Cykling (2020)  |             |
| Sebastian B. Søndergaard  | 23 мая 2005     | Silkeborg IF Cykling (2021)  |             |
| Frederik Nørtoft          | 16 декабря 2004 | Give Cykelklub (2021)        |             |
| Расмус Перто              | 4 июня 2004     | Cykle Klubben Aarhus (2020)  |             |
| Andreas Krogh Jensen      | 26 февраля 2005 | Sønderborg Cykle Klub (2021) |             |
| Anders Vos Sørensen       | 11 марта 2004   | Nr. Søby Cykelklub (2020)    |             |
|                           |                 |                              |             |
| Источник: ProCyclingStats |                 |                              |             |

| Победы | Победы | Победы | Победы     | Победы | Победы |
| Дата   | Гонка  | Кат.   | Победитель |        |        |
| ------ | ------ | ------ | ---------- | ------ | ------ |